# Ekonomiåret 1950

## Händelser
- 13 februari - De skandinaviska staternas statsministrar möts i Halmstad i Sverige för ekonomisk diskussion.
- 9 maj - Den franske politikern Robert Schuman presenterar Schumanplanen, som kommer att lägga grunden till det som 1993 blev EU.[1]
- Svenska folkpensioner indexregleras.

## Födda
- 15 augusti – Jorma Ollila, finländsk företagsledare, koncernchef för Nokia 1992–2006.

## Avlidna
- 4 februari – Montagu Norman, brittisk finansman, chef för Bank of England 1920–1944.